# Каролин Нап
Каролин Нап (на английски: Caroline Knapp) е американска журналистка и писателка на бестселъри в жанра мемоарен роман и чиклит. Писала е и под псевдонима Алис К. (на английски: Alice K.).

## Биография и творчество
Каролин Нап е родена на 8 ноември 1959 г. в Кеймбридж, Масачузетс, САЩ. Дъщеря е на психиатъра Питър Нап, който е един от новаторите в психосоматичната медицина. Израства в Кеймбридж. Завършва университета „Браун“.
След дипломирането си в периода 1988 – 1995 г. е редактор, журналист и колумнист за вестник „Бостън Финикс“. Ценена е като автор със собствен стил, широк светогледи и нюх към живота в големите градове в края на века. Води собствена колона „Out There“ под псевдонима Алис К., която става много популярна и е продължена от други автори и след нейното напускане. Тя е замислена като пародия на „лайфстайл“-репортажите в пресата, но постепенно се превръща в отразяване и саморазкриване и на собствения ѝ живот.
През 1994 г. нейните публикации в колоната са издадени в сборника „Маниашки наръчник на Алис К.“. Писателката поставя с книгата си началото на нова тенденция в модерната литературата. Тематиката и началното ѝ съществуване под формата на колони в медиите оформят модел, който после успешно е използван от автори на бестселъри – Кандис Бушнел, Маделин Уикъм и Хелън Фийлдинг.
През 1996 г. е издадена книгата ѝ „Drinking: A Love Story“, в която описва зависимостта си от алкохола. Книгата става бестселър и я прави известна. Тя се радва на голяма популярност до края на живота си. Две от книгите ѝ са публикувани посмъртно.
От двадесетгодишна тя страда от анорексия и не спира да пуши много до края на живота си. За кратко преди смъртта се омъжва за своя приятел фотографа Марк Морели.
Каролин Нап умира от рак на белия дроб на 3 юни 2002 г. в Кеймбридж.

## Произведения
- Alice K's Guide to Life: One Woman's Quest for Survival, Sanity, and the Perfect New Shoes (1994) – сборник публикации
Маниашки наръчник на Алис К., изд.: „Кръгозор“, София (2003), прев. Корнелия Великова-Дарева
- Drinking: A Love Story (1996)
- Pack of Two: The Intricate Bond Between People and Dogs (1998)

публикувани посмъртно
- Appetites: Why Women Want (2003)
- The Merry Recluse: A Life in Essays (2004) – сборник есета